# Hodthorpe
Hodthorpe – wieś w Anglii, w hrabstwie Derbyshire, w dystrykcie Bolsover. Miejscowość liczy 1760 mieszkańców.